# Bloedbad van Tulle
Het Bloedbad van Tulle is de naam voor een oorlogsmisdaad begaan tegen de burgerbevolking van de Franse stad Tulle (departement Corrèze). Het was een vergeldingsactie van een onderdeel van de 2. SS-Panzer-Division Das Reich op 9 juni 1944 na een aanval van de verzetsbeweging FTP tegen de Duitse bezetters van de stad in de twee voorgaande dagen. Een veertigtal Duitsers werd daarbij gevangengenomen en gedood. De SS-eenheid vond hun verminkte lijken en kwam tot een moorddadige reactie.
In totaal kwamen 98 burgers door ophanging om het leven. Eén man die probeerde vluchten voor de strop werd doodgeschoten. Overal in de stad werden burgers aan balkons, verlichtingspalen en bomen opgehangen. Het was de bedoeling om 120 burgers op te hangen, drie burgers per gedode Duitser. Bij gebrek aan touw bleef het bij 98. Onder de 99 vermoorde burgers waren slechts twee leden van het gewapend verzet. 
Na het bloedbad werden 149 burgers van Tulle gedeporteerd naar concentratiekamp Dachau. 101 daarvan zouden niet terugkeren.

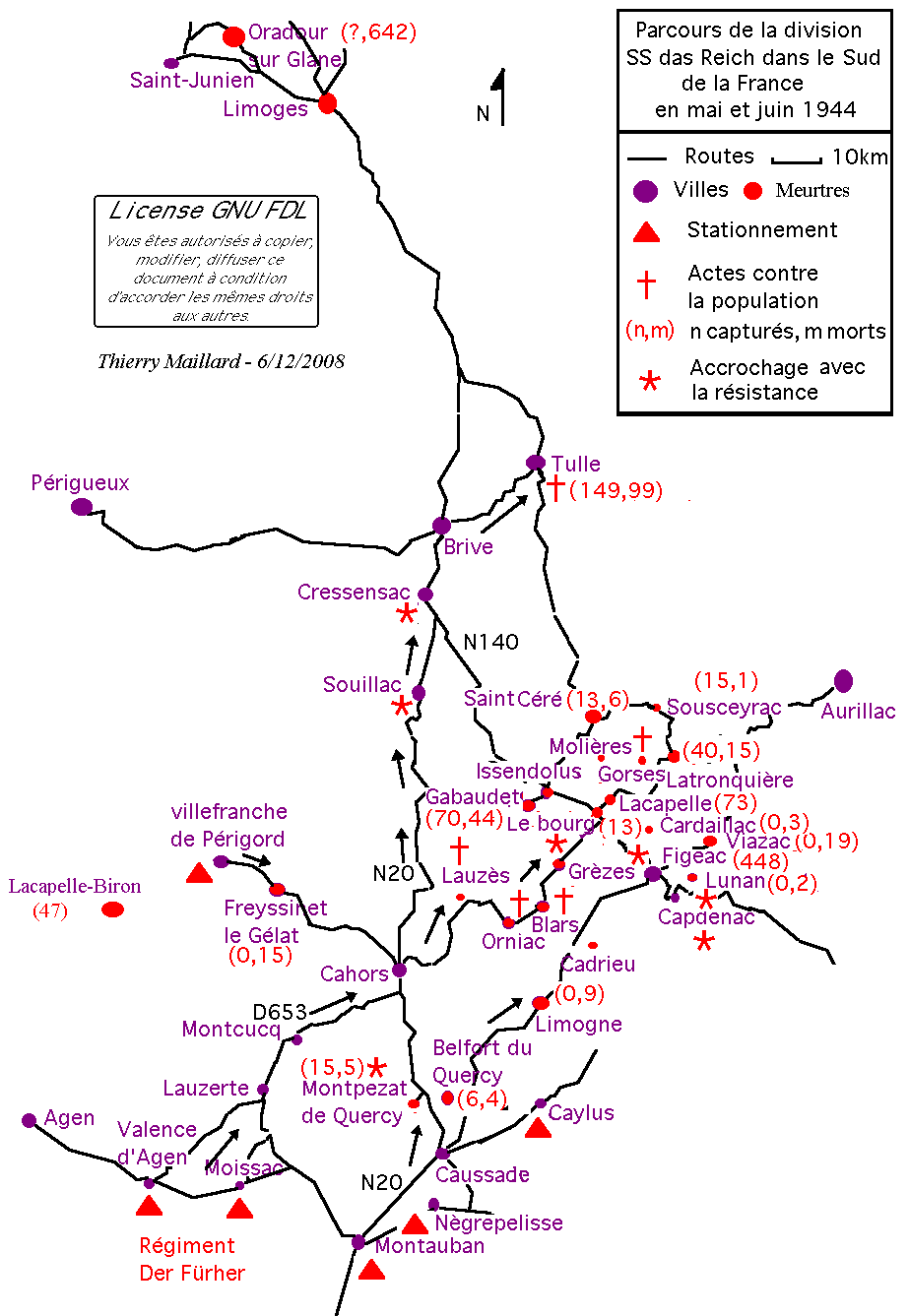
Slachtoffers van de diverse acties van de SS-divisie Das Reich

Dezelfde SS-divisie was een dag later verantwoordelijk voor het bloedbad van Oradour-sur-Glane.
Ardeatijnse-grotten · Babi Jar · Bleiburg · Bronnaja Gora · Butrimonys · Canicattì · Changjiao · Chatyn · Distomo · Glitiškės · Kamjanets-Podilsky · Katyn · Ležáky · Lidice · Maillé · Malmedy · Nanjing · Oradour-sur-Glane · Paneriai · Sochy · Trhová Kamenice · Tulle · Vinkt · Wereth